# 配丛
在数学中，带有结构群 G（拓扑群）的纤维丛理论允许产生一个配丛（associated bundle）的操作，将丛的典型纤维由 F1 变成 F2，两者都是具有群 G 作用的拓扑空间。对具有结构群 G 的纤维丛 F，纤维在两个局部坐标系 Uα 与 Uβ 交集上的转移函数（即上链）由一个 Uα∩Uβ 上 G-值函数 gαβ 给出。我们可以构造一个纤维丛 F′ 有同样的转移函数，但可能具有不同的纤维。

## 一个例子
一个简单的例子来自莫比乌斯带，这里 G 是 2 阶循环群 {\displaystyle \mathbb {Z} /2}。我们可任取 F 为实数线 {\displaystyle \mathbb {R} }、区间 {\displaystyle [-1,\ 1]}、去掉 0 的实数线或两个点的集合 {\displaystyle \{-1,\ 1\}}。直觉看来 G 在它们上的作用（在每种情形，非单位元素作用为 {\displaystyle x\ \rightarrow \ -x}）是可比较的。可以更形式地说，把两个矩形 {\displaystyle [-1,\ 1]\times I} 与 {\displaystyle [-1,\ 1]\times J} 黏合在一起：我们其实需要的是将一端的 {\displaystyle [-1,\ 1]\times I} 直接与自己等同，而在另一端扭转后等同。这个数据可用一个取值于 G 的补丁函数记下。配丛构造恰是观察到这个数据对 {\displaystyle \{-1,\ 1\}} 与对 {\displaystyle [-1,\ 1]} 是一样的。

## 构造
一般地只需解释由一个具有纤维 F 作用的丛，G 作用在 F 上，变为相配的主丛（即以 G 为纤维的丛，考虑为作用在自身的平移）。然后，我们可由 F1 经过主丛变为 F2。由一个开覆盖数据表述的细节由下降的一种情形给出。
这一节是这样组织的：我们首先引入从一个给定的纤维丛，产生一个具有制定的纤维的配丛的一般程序。然后是当制定的纤维是关于这个群在自身上左作用的一个主齐性空间特例，得到了配主丛。如果另外，在主丛的纤维上给出了一个右作用，我们叙述如何利用纤维积构造任何配丛
。

### 一般配丛
设 π : E → X 是拓扑空间 X 上一个纤维丛，带有结构群 G 及典型纤维 F。由定义，有 G 在纤维 F 上一个左作用（作为变换群）。此外假设这个作用是有效的。存在 E 的一个由 X 的一个开覆盖 Ui，以及一族纤维映射
φi : π-1(Ui) → Ui × F
组成的局部平凡化，使得转移映射由 G 的元素给出。更确切地，存在连续函数 gij : (Ui ∩ Uj) → G 使得
ψij(u,f) := φi o φj-1(u,f) = (u,gij(u)f) 对每个 (u,f) ∈ (Ui ∩ Uj) × F。
现在设 F′ 是一个制定的拓扑空间，装备有 G 的一个连续左作用。则相配于 E、具有纤维 F′ 的丛是一个丛 E′ 具有从属于覆盖 Ui 其转移函数为：
ψ′ij(u,f′) = (u, gij(u) f′)，对  (u,f′ ) ∈(Ui ∩ Uj) × F′
这里 G-值函数 gij(u) 与由原先的丛 E 的局部平凡化得到的相同。
这个定义显然遵守转移函数的上链条件，因为在每一种情形它们由同样 G-值函数系统给出（使用另一个局部平凡化，如果有必要使用一般的加细过程，则 gij 通过相同的上边缘变换）。从而，由纤维丛构造定理（fiber bundle construction theorem），这样便产生了所要求的具有纤维 F′ 的纤维丛 E′ 。

### 主丛配于纤维丛
和前面一样，假设 E 是一个具有结构群 G 的纤维丛。当 G-左自由且传递作用于 F′ 的特例时，所以 F′ 是 G 在自身上左作用的一个主齐性空间，则相配的丛 E′ 称为相配于纤维丛 E 的主 G-丛。如果此外新纤维 F′ 等同于 G（从而 F′ 不仅有左作用也继承了 G 的一个右作用），则 G 在 F′ 上的右作用诱导了 G 在 E′ 上的右作用。通过选取等同化，E′ 成为通常意义的主丛。注意，尽管没有典范的方式选取 G 的一个主齐性空间上的右作用，任何这样的作用将得出相同的具有结构群 G 的承载纤维丛（因为这是由 G 的左作用得到），而且作为 G-空间在存在一个整体定义的 G-值函数联系两者的意义下同构。
以这样方式，装备一个右作用的主 G-丛通常视为确定具有结构群 G 的纤维丛的数据之一部分，因为对纤维丛我们可以由配丛构造法来建构主丛。在下一节中，我们经相反的道路利用一个纤维积得到任何纤维丛。

### 纤维丛配于主丛
设 π : P → X 是一个主 G-丛，令 ρ : G → Homeo(F) 是 G 在空间 F上一个连续左作用（在连续范畴中，我们需有光滑流形上一个光滑作用）。不失一般性，我们取作用是有效的（ker(ρ) = 1）。
G 在 P × F 上定义 G 的一个右作用为
{\displaystyle (p,f)\cdot g=(p\cdot g,\rho (g^{-1})f).}
然后我们将这个作用等化得到空间 E = P ×ρ F = (P × F) /G。将 (p,f) 的等价类记为 [p,f]。注意到
{\displaystyle [p\cdot g,f]=[p,\rho (g)f]}，对所有 {\displaystyle g\in G.}
由 πρ([p,f]) = π(p)，定义投影映射 πρ : E → X。注意这是良定义的。
那么 πρ : E → X 是一个纤维丛，具有纤维 F 与结构群 G。转移函数由 ρ(tij) 给出，这里 tij 是主丛 P 的转移函数。

## 结构群的约化
配丛的一个相伴的概念是一个 G-丛 B 的结构群的约化。我们问是否存在一个 H-丛 C，使得相配的 G-丛是 B（在同构的意义下）。更具体地，这是问 B 的转移数据能否一致的取值于 H 中。换句话说，我们要求确认相配丛映射的像（这其实是一个函子）。

### 约化的例子
向量丛的例子包括：引入一个度量导致结构群由一个一般线性群约化为正交群 O(n)；一个实丛的复结构的存在性导致结构群由实一般线性群 GL(2n,R) 约化为复线性群 GL(n,C)。
另一个重要的情形实寻找一个秩 n 向量丛 V 的作为秩 k 与秩 n-k 子丛的惠特尼和（Whitney sum），这将导致结构群由 GL(n,R) 约化为 GL(k,R) × GL(n-k,R).
我们也能将叶状结构的条件表述为将切丛的结构群约化为分块矩阵子群——但这里约化只是必要条件，还有一个可积性条件使得弗罗贝尼乌斯定理可以使用。